# Kepler-150 f
Kepler-150 f — экзопланета у звезды Kepler-150 в созвездии Лиры на расстоянии 949 парсек от Солнца. Самая далёкая от звезды среди пяти планет в системе. Была открыта транзитным методом на основе данных телескопа «Кеплер» в 2017 году.

## Открытие
Экзопланета была открыта исследователями из Йелльского университета (США) с помощью разработанного ими нового анализа данных с телескопа «Кеплер». Алгоритм убирал затемнения от уже известных планет системы, оставляя только транзиты от неизвестной на тот момент пятой планеты.

Джозеф Шмитт (Joseph Schmitt), аспирант Йелльского университета, ведущий автор статьи:

 Лишь используя наш новый метод, включающий моделирование и «вычитание» транзитных сигналов известных планет, мы смогли увидеть то, что реально происходит в этой системе. По сути, транзиты этой планеты «терялись» среди транзитов других планет системы.

## Родительская звезда
Kepler-150 f вращается вокруг звезды, очень похожей на Солнце. Она имеет радиус 0,94 R⊙ а температура поверхности равна 5560 ± 100 K (примерно 5287 °C). Для сравнения, температура поверхности Солнца составляет 5778 K.

## Параметры орбиты
Планета вращается вокруг Kepler-150 за 637 дней по орбите с большой полуосью в 1,2 а. е. Она наклонена на 90° (± 0,19) и является одной из самых широких орбит планеты вокруг родительской звезды для системы из пяти и более планет.
| Нептун | Kepler-150 f    |
| ------ | --------------- |
| Нептун | {{{exoplanet}}} |

## Физические характеристики
Kepler-150 f имеет радиус 0,325 RJ (3,64 R⊕) и ориентировочную массу 0,0283 MJ. С такими параметрами она является мининептуном, несмотря на то, что радиус почти такой же, как у Нептуна.